# Nuwaria granulata
Nuwaria granulata is een hooiwagen uit de familie Trionyxellidae.